# Peribatodes syrisca
Peribatodes syrisca är en fjärilsart som beskrevs av Eugen Wehrli 1933. Peribatodes syrisca ingår i släktet Peribatodes och familjen mätare. Inga underarter finns listade i Catalogue of Life.